# Trnava (Želivka)
Die Trnava, auch Trnávka, ist ein 56,3 km langer Nebenfluss der Želivka in Tschechien. Er mündet bei Želiv in die Želivka.